# 손소롤주

손소롤주 기(旗)

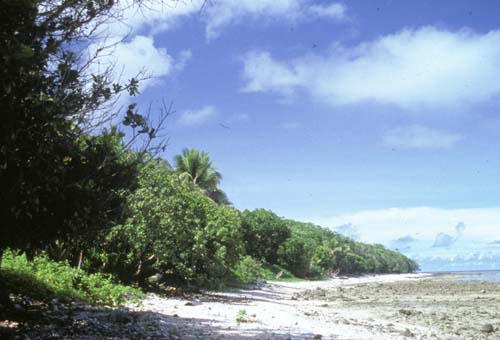
메리르섬의 해변

손소롤주(영어: Sonsorol)는 팔라우의 주로, 4개 섬(판나섬, 손소롤섬, 풀로안나섬, 메리르섬)으로 구성되어 있으며 펠렐리우주 남서쪽에 위치한다. 주도는 동고사루이며 면적은 4km2, 인구는 40명(2015년 기준)이다.